# Zesendertig Rijken van de Westelijke Gebieden
De Zesendertig Rijken van de Westelijke Gebieden (vereenvoudigd Chinees: 西域三十六国; traditioneel Chinees: 西域三十六國; pinyin: Xīyù sānshíliù guó) uit de periode van de Han-dynastie is een verzamelnaam voor een groep van niet-Chinese staten van de zogenaamde "Westelijke Gebieden" (Xiyu) ten westen van Historisch China. Tijdens de Tang-dynastie kwamen al deze staten onder Chinese controle. Na de Slag om Talas in 751 verloor China echter zijn grip op de gebieden. Uiteindelijk werd het gebied beheerst door de Oeigoeren die hier na de val van Oeigoerse Rijk het koninkrijk Qocho vestigden. Vanaf de 14e eeuw ging de bevolking over tot de islam. In het midden van de 18e eeuw heroverde de Qing-dynastie de gebieden weer voor China.
De lijst van 36 staten wordt genoemd in het Boek van de Han uit de 1e-2e eeuw. Het betreft meest kleine tot zeer kleine stadstaten aan de rand van het Tarimbekken en omgeving. Voor zover bekend hadden de meesten een Tochaarse dan wel Iraanse bevolking. 
De meeste steden maakten deel uit van de zijderoute.

## Lijst
Dit is de lijst van koninkrijken van de Westelijke Gebieden volgens het Boek van de Han. 
| Nr. | Chinese naam  | Huidige of historische naam | Locatie                                                                                            | Zijderoute                           |
| --- | ------------- | --------------------------- | -------------------------------------------------------------------------------------------------- | ------------------------------------ |
| 1   | 婼羌 Ruoqiang | Charklik                    | | Zuidelijke route                     |
| 2   | 楼兰 Loulan   | Kroraina                    | | Zuidelijke route                     |
| 3   | 且末 Qiemo    | Cherchen                    | | Zuidelijke route                     |
| 4   | 小宛 Xiaoyuan |                             | in het bergachtige gebied ten zuiden van Cherchen; hoofdstad Yuling 扜零                           | Zuidelijke route                     |
| 5   | 精绝 Jingjue  | Niya (?)                    | | Zuidelijke route                     |
| 6   | 戎卢 Ronglu   |                             | nabij Minfeng; hoofdstad Bipin 卑品                                                                | Zuidelijke route                     |
| 7   | 扜彌 Wumi     | Keriya                      | mogelijk Kaladun                                                                                   | Zuidelijke route                     |
| 8   | 渠勒 Qulei    |                             | in het Arrondissement Keriya aan de bovenloop van de rivier Keriya                                 | Zuidelijke route                     |
| 9   | 于阗 Yutian   | Hotan                       | | Zuidelijke route                     |
| 10  | 皮山 Pishan   | Guma                        | | Pamir                                |
| 11  | 乌秅 Wucha    |                             | nabij Yarkand in Badachsjan, in het zuidwesten van het Autonoom Tadzjieks Arrondissement Taxkorgan | Pamir                                |
| 12  | 西夜 Xiye     | Kargalik                    | hoofdstad mogelijk Ushyarbash                                                                      | Pamir                                |
| 13  | 子合 Zihe     | Shahidullah                 | tussen Xiye en Puli                                                                                | Pamir                                |
| 14  | 蒲犁 Puli     | Taxkorgan                   | | Pamir                                |
| 15  | 依耐 Yinai    |                             | bij Yengisar                                                                                       | Pamir                                |
| 16  | 无雷 Wulei    |                             | in de Pamir in het huidige Tadzjikistan; hoofdstad Lucheng                                         | Pamir                                |
| 17  | 难兜 Nandou   | Baltistan                   | | Pamir                                |
| 18  | 大宛 Dayuan   | Fargʻona                    | | Pamir                                |
| 19  | 桃槐 Taohuai  |                             | Alai-vallei in het huidige Kirgizië                                                                |                                      |
| 20  | 休循 Xiuxun   |                             | Alai-vallei in het huidige Kirgizië, tussen Kashgar en Farg'ona                                    |                                      |
| 21  | 捐毒 Juandu   | Uqia                        | in de Yandun-vallei in het Arrondissement Ulugqat                                                  |                                      |
| 22  | 莎车 Shache   | Yarkand                     | | Zuidelijke route                     |
| 23  | 疏勒 Shulei   | Kashgar                     | | Noordelijke route                    |
| 24  | 尉头 Weitou   | Ush en Aheqi                | bij Kuqa                                                                                           | Noordelijke route                    |
| 25  | 姑墨 Gumo     | Aksu                        | | Noordelijke route                    |
| 26  | 温宿 Wensu    | Wensu                       | Arrondissement Wensu                                                                               | Noordelijke route                    |
| 27  | 龟兹 Qiuci    | Kuqa                        | | Noordelijke route                    |
| 28  | 尉犁 Weili    | Korla                       | | Noordelijke route                    |
| 29  | 危须 Weixu    | Quhui ?                     | aan de oever van het Bosten-meer, Arrondissement Hoxud                                             | Noordelijke route                    |
| 30  | 焉耆 Yanqi    | Karasahr                    | | Noordelijke route                    |
| 31  | 姑师 Gushi    | Gushi                       | | ten noorden van de Noordelijke route |
| 32  | 墨山 Moshan   | "Land van de Bergkoning"    | Karliksjan-gebergte                                                                                | Noordelijke route                    |
| 33  | 劫 Jie        | Fukang                      | | ten noorden van de Noordelijke route |
| 34  | 狐胡 Huhu     | Dabancheng                  | nabij Turpan                                                                                       | Noordelijke route                    |
| 35  | 渠犁 Quli     |                             | aan de oevers van de Kongque bij Korla                                                             | Noordelijke route                    |
| 36  | 乌垒 Wulei    | Bügür                       | |                                      |